# لوران ميكيس
لوران فيليب ميكيس (من مواليد 28 أبريل 1977) هو مهندس فرنسي يشغل منصب الرئيس التنفيذي ومدير فريق ريد بول ريسينغ منذ يوليو 2025، ليحل محل الرئيس التنفيذي ومدير الفريق كريستيان هورنر.شغل سابقًا منصب مدير فريق رايسنغ بولز للفورمولا 1، قبل انضمامه إلى فريق ريد بول، عمل كمدير سباقات في فريق فيراري.

## حياة مهنية
تخرج ميكيس من جامعة لوفبرا بعد حصوله على درجة الماجستير من المدرسة العليا لتقنيات الطيران وبناء السيارات (ESTACA) في باريس. في عام 2000، بدأ مسيرته المهنية في فريق Asiatech في الفورمولا 3 قبل الدخول إلى الفورمولا واحد، حيث عمل مع فريق Arrows. انتقل إلى ميناردي في السنوات التالية، حيث عمل كمهندس سباقات لمارك ويبر، وجاستن ويلسون، وزولت باومغارتنر، وكريستيان ألبيرس.
غادر ميكيس الفريق الذي يقع مقره في فاينزا للانضمام إلى الاتحاد الدولي للسيارات في عام 2014 كمدير للسلامة وتم تعيينه نائبًا لمدير سباقات الفورمولا 1 في عام 2017.  انتقل إلى فريق فيراري في سبتمبر 2018 كمدير رياضي. تم تعيينه مسؤولاً عن قسم المسار والأداء في عام 2019 قبل تعيينه نائبًا لرئيس الفريق ومدير السباق في فيراري في يناير 2021.
في 27 يوليو 2023، أُعلن أن ميكيس سيترك وظيفته كمدير سباقات لفريق فيراري في نهاية الأسبوع، ولن يكون حاضراً في جائزة Belgian الكبرى في حلبة سباق دي سبا فرانكورشومب نتيجة لذلك. تولى دييغو إيوفيرنو مهام ميكيس كمدير رياضي. بدأ عمله كمدير لفريق رايسنغ بولز فورمولا 1 في بداية موسم 2024، قبل أن يحل محل كريستيان هورنر كرئيس تنفيذي ومدير فريق ريد بول ريسينغ، بعد إقالته في 9 يوليو 2025. 